# Lago Krakower
El lago Krakower (en alemán: Krakowersee) es un lago situado en el distrito de Rostock, en el estado de Mecklemburgo-Pomerania Occidental (Alemania), a una altitud de 47.6 metros; tiene un área de 1507 hectáreas.